# Svratka (okres Žďár nad Sázavou)
Svratka (německy Swratka) je město v Kraji Vysočina, 17 km severovýchodně od Žďáru nad Sázavou, na hranicích Čech a Moravy. Městem protéká řeka Svratka, jejíž původní nezregulovaný a velice se klikatící tok (odlišný od současného narovnaného), se kterým je totožná trasa historické česko-moravské hranice, město rozděluje na historicky českou a moravskou část. Žije zde přibližně 1 400 obyvatel.
Název města pochází od klikatící se říčky, jejíž jméno se opakuje vícekrát ve starých archivních zprávách s různými obměnami. Jméno vzniklo pravděpodobně od staročeského slova sworti, tj. vinouti se. Byla to říčka vinoucí se, tj. Svratka.

## Části města
Město se člení na čtyři katastrální území, z nichž k Čechám náležejí vlastní Svratka a Česká Cikánka (součást města od 1. října 1950), a k Moravě Moravská Svratka (součást města od roku 1960) a Moravská Cikánka (součást města od 1. července 1950).

## Historie města

### (Česká) Svratka
Nejstarší dochovaná písemná zpráva o Svratce pochází z roku 1350, kdy patřila pod Rychmburské panství, s kterým je historie města dlouhodobě po pět století spojena. V roce 1392, kdy koupili panství Rychmburk Ota z Bergova a z Poděbrad, jsou ve smlouvě vyjmenovány všechny obce panství a mezi nimi i městečko Svratka. V roce 1485 zapsal zemský písař Martin z Dobronína do Zemských desk: „Swratka, městečko celé s rychtú, ves řečená Swratúch k téže rychtě příslušející, Krzizankowie, polovice wsi pusté, Herarcz, ves po řeku Swarczow“. Městská práva Svratka ztratila po vydání „Obnoveného zřízení zemského“ v roce 1627. Po roce 1588, za tehdejšího vlastníka – nejvyššího sudího království a hejtmana Chrudimského kraje Zdeňka Berky z Dubé a Lipé byl Svratce udělen městský znak: půlený štít, v jehož levém, zlatém poli je černá ostrv o 4 pahýlech pokosem položená, v pravém stříbrném poli vyvrácená zelená lípa se 7 kořeny.
Od roku 1706 do roku 1823 získal rychmburské panství rod Kinských. Z majitelů z tohoto rodu stojí za zmínku Filip Kinský, který založil některé průmyslové závody a začal na Vysočině pěstovat len. V letech 1766–1776 dal vybudovat v rokokovém stylu nad Svratkou lovecký zámeček Karlštejn. Panství prodal roku 1823 bavorskému šlechtici Karlu Alexandru Thurn-Taxisovi. Právo trhů bylo Svratce potvrzeno opět listinou ze 7. července 1728 a další trhy pak v roce 1836. Po roce 1850 připadla Svratka k soudnímu okresu Hlinsko, politickému okresu Chrudim.
19. století je charakterizováno vznikem a rozvojem průmyslu. Prvním továrním podnikem na Svratecku byla papírna Ignáce Fischera na Cikánce u Svratky, která navázala na již zaniklou železnou huť. Zahájila provoz v roce 1804. Roku 1862 vznikla ve Svratce tovární výroba sirkařská, založená Ignácem Gebasem. V roce 1867 byla Svratka povýšena na město. Na počest této skutečnosti byla za 100 zl. zhotovena socha sv. Václava a osazena uprostřed náměstí. Sochu zhotovil pražský sochař Ludvík Wurzl. Povýšení Svratky na město změnilo život obyvatel. Město se modernizovalo, začala přestavba některých domů, otevíraly se nové obchody, řemeslnické dílny, hostince, bylo založeno několik spolků: divadelní spolek Kollár byl založen roku 1877, roku 1868 čtenářský spolek Svornost (fungoval do roku 1881), spolek včelařů, řemeslnická beseda, hasičský sbor (1877). Roku 1895 byl ustanoven Sokol, 1909 rybářský spolek.
Velký rozvoj města začal v době první republiky. Stavěly se nové čtvrtě, Svratka byla elektrifikována (od roku 1921), zaveden telefon a biograf (1924), postavena sokolovna (1927–1928), vyjely první autobusy (1928) nebo dlážděna silnice přes město (1936). Svratku v té době objevili malíři a další umělci, které sem přilákal pražský nakladatel Bedřich Tuček.
Koncem druhé světové války zde působil partyzánský oddíl Vpřed, který vlastnil i vysílačku, která se nacházela v domě čp. 292, 50 metrů odsud bylo umístěno německé „jagdkommando“. Brzy byla proto vysílačka stěhována po dalších domech ve městě. Mnozí obyvatelé Svratecka spolupracovali s partyzány, např. dodáváním potravin. Svratka se tak stala centrem partyzánské oblasti, 5. května 1945 zde vypuklo povstání. 9. května 1945 byla Svratka bombardována sovětskými letadly[zdroj?], 4 domy vyhořely a dalších 40 bylo poškozeno. Hašení požáru, které způsobilo sovětské letecké bombardování, se zúčastnili mezi jinými i vojáci Maďarské královské armády, kteří na konci války pobývali v obci.[zdroj?]
Po válce byl vybudován vodovod (od roku 1947), koupaliště (1949–1952) a především nová škola na kraji města (1947–1951, tělocvična 1979–1984 a přístavba 1988–1992), za kterou byla postavena rychlobruslařská dráha (v provozu 1954–2004). Vznikaly nové ulice rodinných i bytových domů. Otevřen byl hotel Mánes (1949), postaven nový most přes řeku Svratku. Také došlo k necitlivým přestavbám na náměstí: budova Jednoty (1973–1975) nebo Domácí potřeby (1976–1980, dnes Coop Diskont). Zbourán byl také památkově chráněný „Panský dům“, jednopatrová roubená budova z roku 1844. Na přelomu 70. a 80. let, v době studené války, bylo zamýšleno umístit do lesů nad obcí rakety středního doletu. Pozůstatkem tohoto plánu jsou široké lesní cesty vysypané hrubým štěrkem v lesích nad Moravskou Svratkou a pomístní název „Na Peršingu“.
V letech 2006–2010 působil jako starosta Boris Jakubík, mezi lety 2010-22 tuto funkci vykonával František Mládek. Od roku 2022 je starostou Petr Řádek.

### Moravská Svratka
Moravská Svratka leží na pravém břehu řeky Svratky, historicky byla součástí Moravy, na rozdíl od města Svratky, které leží na levém břehu řeky Svratky a patří historicky k Čechám. První dvě chalupy na moravské straně byly postaveny počátkem 17. století, poprvé je o osadě zmínka v roce 1626. V roce 1644 zde stály již tři chalupy a osadníci, původně Němci, byli zapsáni k rychtě v Německém Sněžném. Obec se začínala nazývat „Sfratka Moravská“. V roce 1755 zde již bylo 15 domků.
Po politické reorganizaci v roce 1850 byla Moravská Svratka připojena k Moravským Křižánkám, od roku 1875 byla obec samostatná. V té době patřila pod politický i soudní okres Nové Město na Moravě. V roce 1881 zde byla zřízena škola, nová byla postavena v letech 1891–1892 a fungovala do roku 1951, kdy byla zrušena a žactvo přešlo do Svratky. V roce 1949 byla obec přičleněna do Pardubického kraje a okresu Hlinsko, v roce 1960 do okresu Žďár nad Sázavou a připojena ke Svratce, jejíž součástí je dosud.

### Česká Cikánka
I osadu Cikánku rozděluje řeka Svratka na dvě části – Českou a Moravskou. Osada Česká Cikánka se poprvé připomíná v souvislosti s panskou železářskou hutí, která vznikla někdy kolem roku 1717. K ní patřila i šmelcovna, restovna, uhelna a také hospoda při moravské hranici. Kolem huti pak vznikaly postupně domky dělníků v huti. V roce 1801 byla huť změněna v papírnu, kterou měl zpočátku v nájmu Ignác Fischer. Jeho syn, Petr Matěj Fischer byl starostou Smíchova a zakladatel vyšehradského Slavína. V roce 1896 papírna vyhořela a byla změněna na pilníkárnu, která fungovala s různými majiteli do roku 1948. Od 60. let je v budově výroba hokejek.
Osada bývala součástí obce Svratouch, a to až do 30. září 1950. K 1. říjnu 1950 byla usnesením pléna ONV v Hlinsku, ze dne 14. září 1950, z obce Svratouch vyčleněna a připojena ke Svratce, se kterou postupně urbanisticky srostla.

### Moravská Cikánka
Osada je roztroušena na pravém břehu řeky Svratky, na moravské straně, cca 1,5 km od centra města Svratky. I její vznik souvisí se železnou hutí na české straně, první chalupa tady byla postavena někdy kolem roku 1720 a připojena k Moravské Svratce. I tato osada byla po politické reorganizaci v roce 1850 připojena k obci Moravské Křižánky, jejichž součástí zůstala až do 30. června 1950. Od 1. července 1950 je osada součástí Svratky.

## Obyvatelstvo
| Rok            | 1869  | 1880  | 1890  | 1900  | 1910  | 1921  | 1930  | 1950  | 1961  | 1970  | 1980  | 1991  | 2001  | 2014  |
| -------------- | ----- | ----- | ----- | ----- | ----- | ----- | ----- | ----- | ----- | ----- | ----- | ----- | ----- | ----- |
| Počet obyvatel | 1 762 | 1 777 | 1 883 | 1 839 | 1 933 | 1 759 | 2 126 | 1 516 | 1 638 | 1 612 | 1 666 | 1 675 | 1 592 | 1 416 |

## Školství
- Základní škola a mateřská škola Svratka

## Památky ve městě

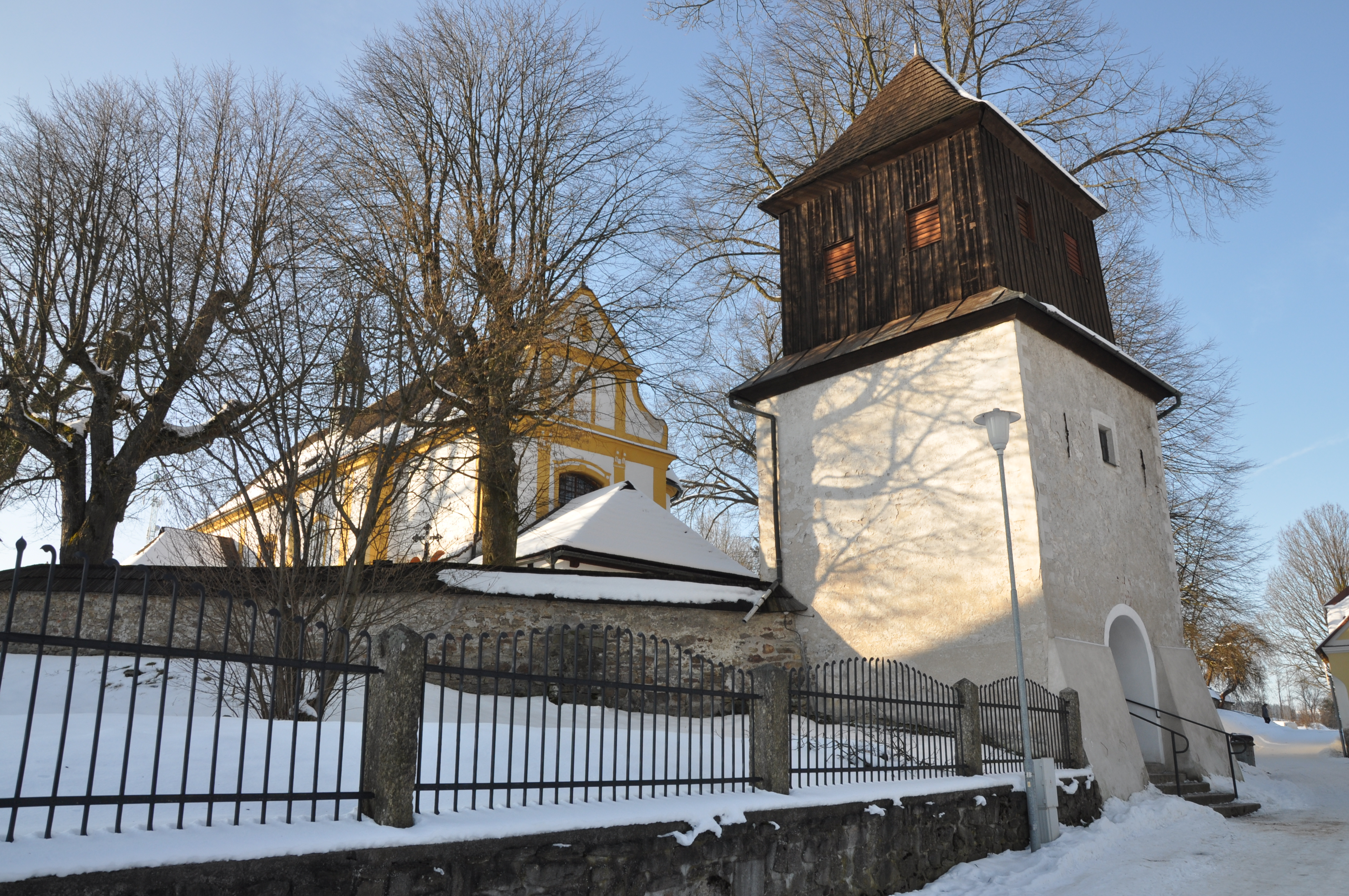
Zvonice u kostela ve Svratce

### Kostel sv. Jana Křtitele
Farní kostel pochází nejspíše z 2. poloviny či konce 13. století. Byl původně postaven ve slohu románsko- gotickém či raně gotickém. Dřevěnou obdélnou loď doplňoval plochý závěr orientovaný na východ. Presbyterium bylo již žebrově zaklenuté. Žebra jediného pole klenby se sbíhala ze 4 rohů doprostřed stropu na okrouhlý závěrečný kámen zvaný svorník. Pozůstatkem presbyteria jsou dosud dochovaná dvě půlkruhová okna v jižní stěně kostela. Obdélná sakristie byla připojena k presbyteriu z východu. Kostel vyhořel za husitských válek, poté byl obnoven. Roku 1788 došlo k zboření staré lodi chrámu, byla postavena loď nová i s novým obdélným presbyteriem, které je v současnosti orientované na západ. Nynější kostel má oproti původní stavbě zcela opačné směřování na ose přibližně východ – západ. Vchod do chrámu, který se nacházel v jižní zdi kostela, byl zazděn, předsíň s novým vchodem vznikla ze sakristie. Původní presbyterium bylo v místě dnešního kůru, který je přístupný točitým schodištěm přistavěným ze severu v roce 1789. Během této přestavby byla vybudována nová sakristie, jež je připojena ke kostelu z jihu.
Dominantou interiéru je v presbyteriu umístěný velký oltář, který měl vytvořit Jan Vorlíček z Jablonného. Obraz Jana Křtitele namaloval mistr Novotný z Vysokého Mýta. O prvních varhanech jsou zprávy již z roku 1787. Další varhany, které se začaly používat v roce 1832, vytvořil svratecký učitel Jan Strmiště. Při opětovné výměně varhan v roce 1955 byly ty staré přestěhovány do kostela Panny Marie Pomocnice křesťanů na Křižánkách.

### Zvonice
Do areálu kostela s přilehlým hřbitovem se vchází skrze čtyřhrannou kamennou zvonici s roubeným zvonovým patrem. Tato zvonice mohla převzít funkci věže a také sloužit jako fortifikační prvek – chránit vchod na hřbitov. Podle některých údajů je masivní zvonice stará jako kostel, podle jiných pochází z doby kolem roku 1600. Patro bylo obnoveno v roce 1790, prostor přízemí byl do roku 1947 využíván i jako márnice. V dřevěné části visí zvon Maria, který pochází z roku 1480. V roce 1972 byly zavěšeny další dva zvony – Jan a Václav. Před první světovou válkou zde bývaly tyto zvony: první z roku 1561, druhý zvaný „poledník“ z roku 1872, třetí „umíráček“ z roku 1806 a čtvrtý na kostelní věži z roku 1862. Při rekvizici v roce 1917 byly tyto zvony odňaty a ponechána jen nejstarší Maria. Ani později zakoupené zvony z let 1919 a 1925 však nezůstaly dlouho: 3. dubna 1942 je sňali a odvezli Němci.

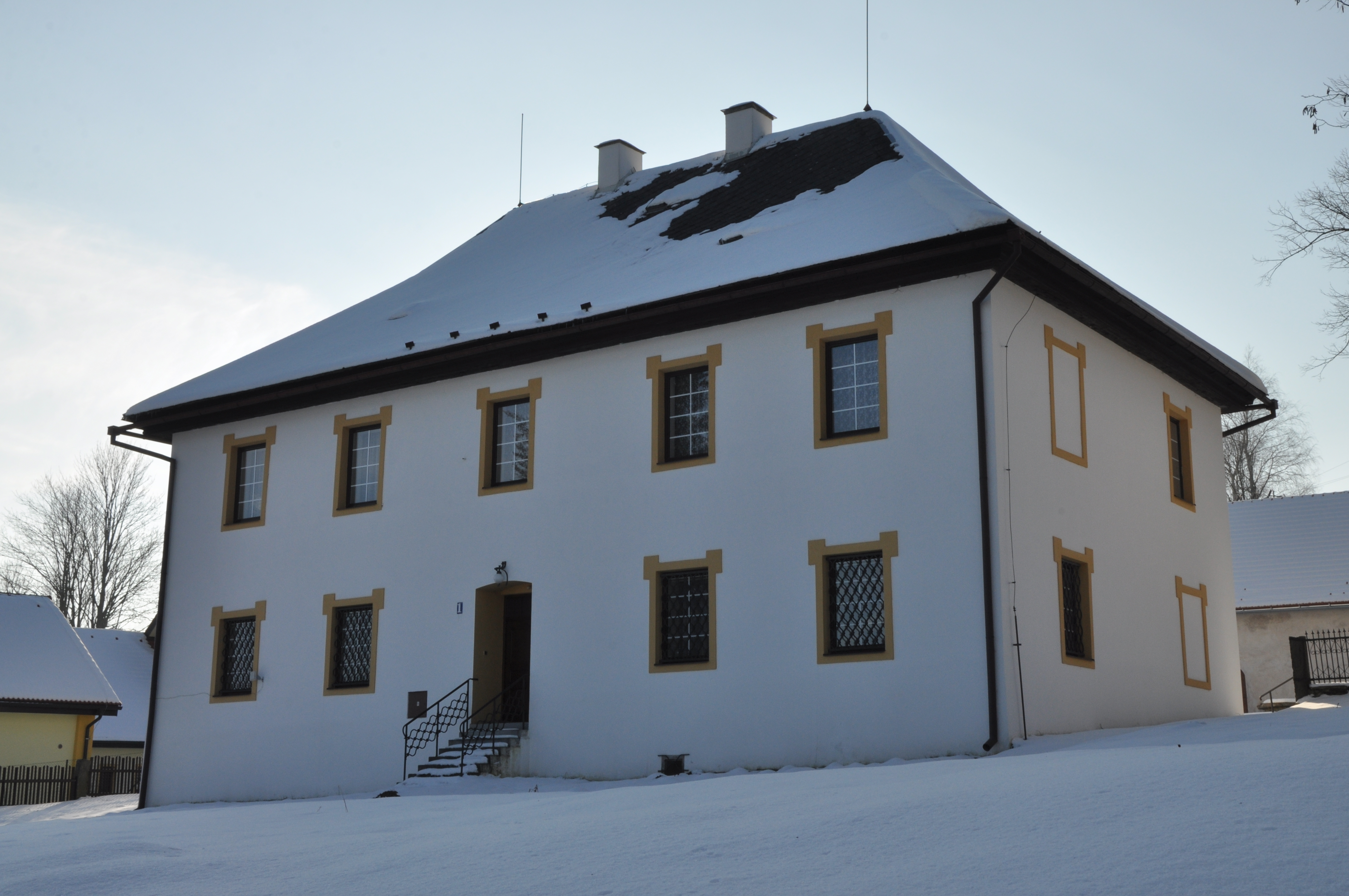
Barokní fara u kostela ve Svratce

### Fara
Barokní budova fary (čp. 1) pochází z druhé poloviny 18. století, značným nákladem byla opravena v letech 1992–1994.

### Račana-lidová architektura
Domky na tzv. Račanech, na nábřeží potoka Řivnáče – roubené domky z 18. století, které si zde vystavěli drobní řemeslníci.

### Náměstí
Na dnešním náměstí Národního povstání stojí měšťanský dům čp. 23 z let 1891–1892, který si postavil obchodník Jan Tuček. Náměstí dominuje socha sv. Václava z roku 1868 od sochaře Ludvíka Wurzela, postavená na počest povýšení Svratky na město a kašna, postavená v roce 1844 po požáru náměstí.

### Sokolovna

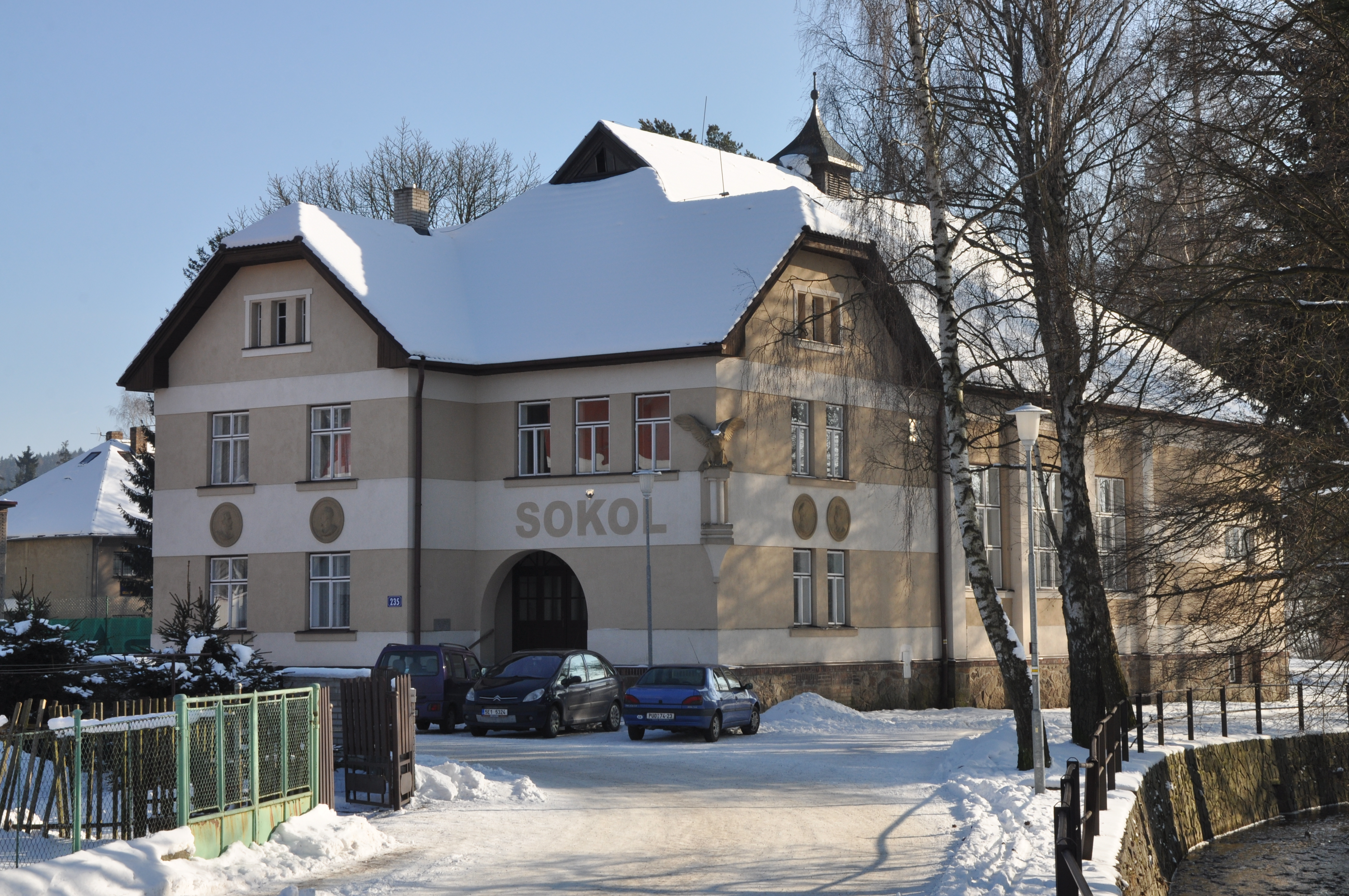
Sokolovna

Skvěle zachovaná budova sokolovny z let 1927–1928 se sochařskou výzdobou od Karla Pavlíka a Antonína Odehnala, oponu malovali pro Sokol malíři Josef Fiala, František Cína Jelínek a Ota Bubeníček.

### Soška „Houbaře“
Soška Houbaře na kašně na náměstí 9. května pochází z roku 1938, a je dílem akademického sochaře, svrateckého rodáka Antonína Odehnala, který její návrh městu věnoval.

### Zaniklé památky
- Fixův mlýn – Moravská Cikánka č.p. 10

## Další zajímavé stavby
- Bývalá synagoga - dům č.p. 197

## Současnost

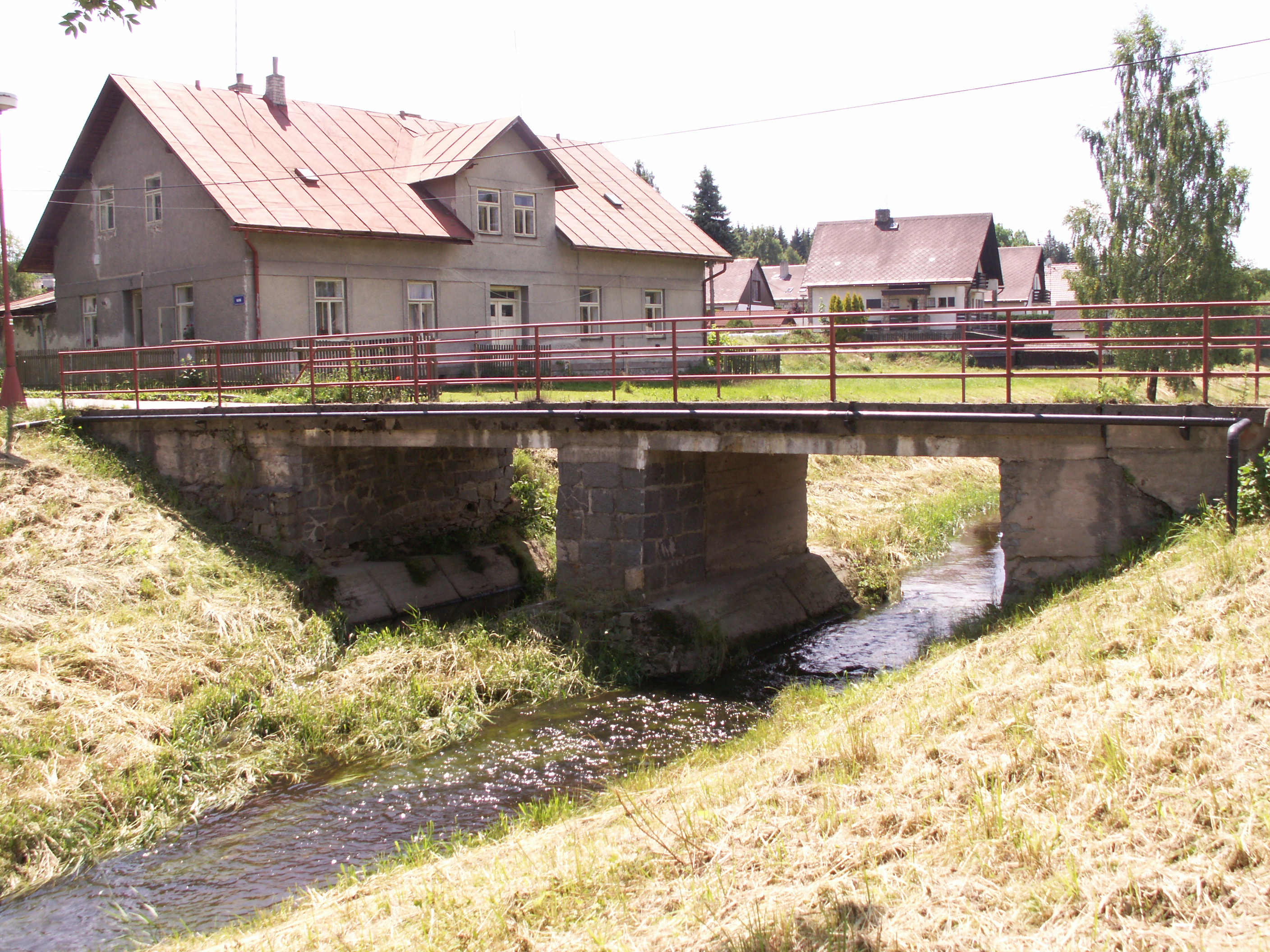
Most přes Svratku

### Vybavenost obce
Svratka má základní obchodní síť (4 samoobsluhy, drogerie, řeznictví, 2 pekárny, textil, obuv, květinářství, papírnictví, stavebniny, benzinovou pumpu, atd.), několik restaurací, hotel Svratka. Je zde základní škola, mateřská škola, domov pro seniory. Sídlí zde dva praktičtí lékaři, dětský lékař, gynekolog, je zde i lékárna. Už od roku 1877 v obci působí sbor dobrovolných hasičů. Ve městě je i koupaliště, rybník a fotbalový stadion.

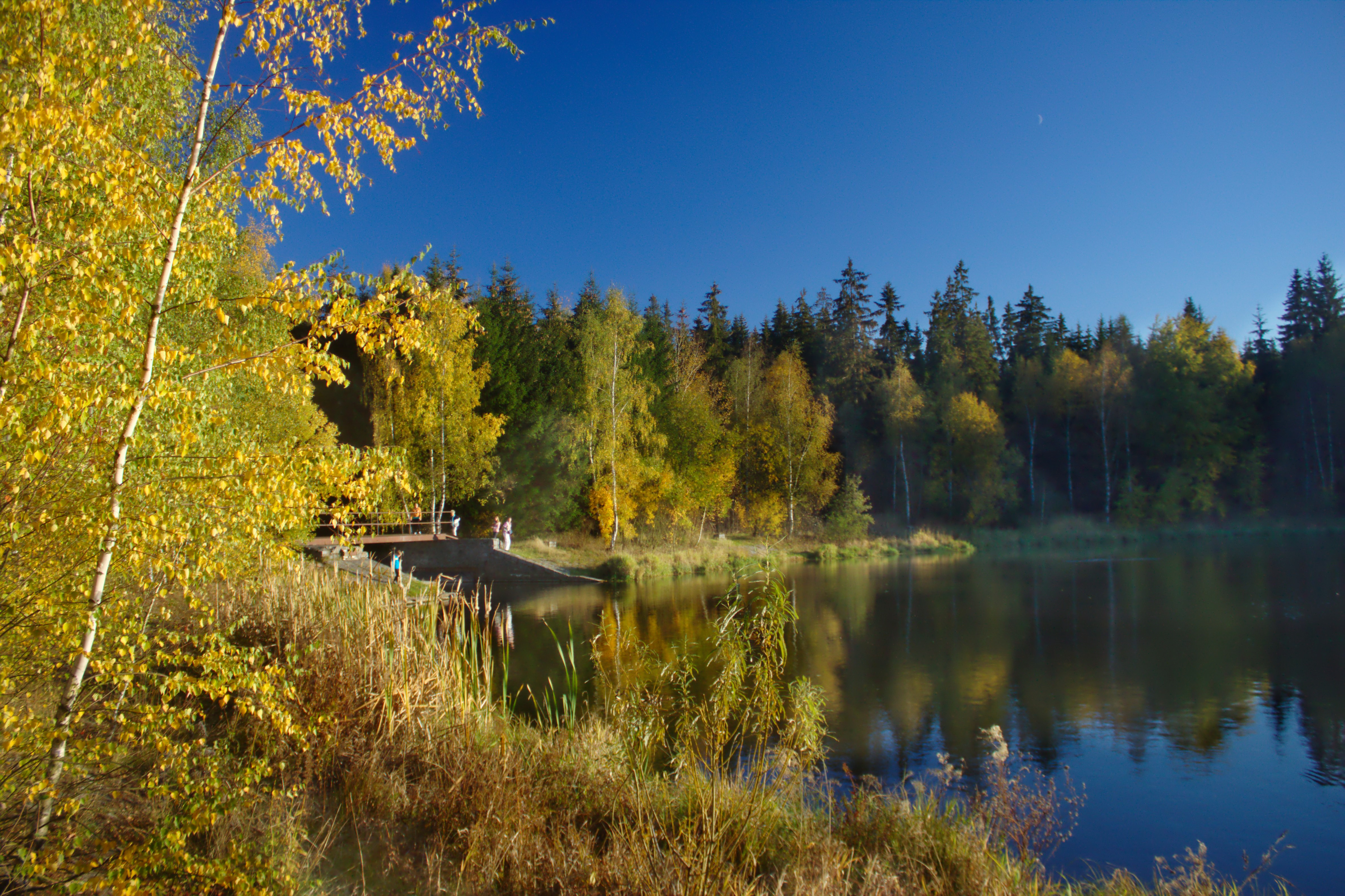
Svratka, rybník

### Církevní správa
Ve Svratce existuje římskokatolická farnost, patřící do chrudimského vikariátu královéhradecké diecéze. Jelikož ale město Svratka leží na rozhraní historických zemí Čech a Moravy, a církevní správa respektuje historické zemské hranice, nezahrnuje tato farnost svratecké místní části Moravská Svratka a Moravská Cikánka. Ty spadají do farnosti Herálec pod Žákovou horou ve žďárském děkanství brněnské diecéze v Moravské církevní provincii. Svratečtí evangelíci patří ke sboru ve Svratouchu

## Dopravní spojení
Město leží na křižovatce silnic II/343 Seč–Trhová Kamenice–Hlinsko–Svratka, II/350 Přibyslav–Polnička–Svratka a II/354 Slatiňany–Chrast–Skuteč–Svratka–Nové Město na Moravě.
Svratka nemá železniční spojení, nejbližší stanicí je 6 km vzdálený Čachnov na trati Žďárec u Skutče–Čachnov–Polička–Svitavy nebo 13 km v Hlinsku na trati Havlíčkův Brod–Chrudim–Pardubice.

##### Autobusová spojení
Autobusové linky, částečně nízkopodlažní, jezdí ze Svratky do Hlinska, Žďáru nad Sázavou, Nového Města na Moravě, Poličky a Krouny. Od února 2025 došlo k výraznému navýšení autobusových spojů na Vysočině. Týká se to i Žďárska a konkrétně Svratka má zvýšený počet spojů jak na trase do Nového Města na Moravě, tak do Žďáru nad Sázavou s plynulou návazností zejména na vlaková spojení do Prahy a do Brna. Je zavedené nové pravidelné přímé spojení s městečky a obcemi na trase Žďár nad Sázavou- Sklené - Fryšava pod Žákovou horou - Tři Studně - Kadov (okres Žďár nad Sázavou) - Sněžné (okres Žďár nad Sázavou) - Milovy - Křižánky - Svratka . 
Do Svratky zasahuje jak Integrovaná doprava Královéhradeckého a Pardubického kraje tzv. Iredo, kdy lze na jednu přestupní jízdenku jet například na trase Pardubice - Svratka., tak Veřejná doprava Vysočiny tzv. VDV.
Další autobusové linky se zastávkou ve Svratce:
- Svratka - Křižánky - Milovy - Podlesí (Sněžné) - Sněžné  - Kuklík - Rokytno - Maršovice - Nové Město na Moravě.
- Svratka - Křižánky - České Milovy - Březiny (Drašarova lípa) - Krásné - Pustá Rybná - Telecí (Zpívající lípa) -  - Korouhev - Sádek - Kamenec u Poličky - Polička
- Svratka - Svratouch - Krouna
- Svratka - Chlumětín - Kameničky - Jeníkov - Hlinsko
- Svratka - Herálec (okres Žďár nad Sázavou) - Cikháj - Světnov - Stržanov - Zámek Žďár - Žďár nad Sázavou

## Kultura, spolkový život a sport ve Svratce

### Muzeum Svratka
Městské muzeum a galerie se nachází u parčíku s dětským hřištěm u Sokolovny a má několik expozic. 
První muzeum ve Svratce v roce 1940 založil pražský nakladatel Bedřich Tuček, bylo nazvané „Svratecká jizba“. Shromáždil sbírku pozoruhodností ze Svratecka. Po jeho smrti v roce 1959 byly sbírky uzavřeny do beden a uloženy a postupně se poztrácely. Nové muzeum vzniklo v roce 2002, kdy bylo torzo Svratecké jizby a s tím ještě nově získané věci vystaveny v prozatímní expozici v budově hasičské zbrojnice. Zároveň začaly přípravy nové expozice, a ta byla otevřena v půdních prostorách hasičské zbrojnice v roce 2005. 
- První expozice  ukazuje život v městečku v období první republiky a byla navržena Pavlem Novákem, ředitelem Národního zemědělského muzea v Kačině. První návrhy vytvořil Miloslav Cach, dokončení projektu provedla Ing.Věra Junová. Je možné vidět domácnost ševce nebo klempíře či výrobce lyží. Na stěnách visí dobové plakáty a reklamy, které uvozují cestu zpět časem.
- Druhá expozice předvádí prodejnu Jednoty v době komunismu – v 70. letech 20. století.
- Třetí expozice je galerií malířů Vysočiny – vystaveny jsou obrazy například Františka Kavána, Josefa Jambora, Rudolfa Hanycha a plastiky Aloise Chocholáče.
- V období 8.května 2025 - 31.července 2025 probíhá speciální výstava k 80. výročí osvobození: Svratecko ve stínu hákového kříže.[11]

V období duben-červen a září-říjen otevřeno vždy v neděli: 13-16 hod. Individuální prohlídky minimálně 4 osob mimo otvírací dobu jsou možné po domluvě více než 24h předem. 

### Spolky
- Sbor dobrovolných hasičů – SDH Svratka byl zřízen již v roce 1877, pořádá i nejrůznější další kulturní akce.[15]
- ZO ČSŽ Svratecké Valkýry – působí od roku 2012, organizuje především akce pro děti, zábavné a kulturní akce, například se podílí na organizaci tradičních Cesty pohádkovým lesem nebo Retrodne.[16][17]
- Junák – český skaut Svratka má oddíl světlušek, skautek, vlčat a skautů, organizuje pravidelně pro své členy například letní tábory.[18]
- Fotbalový oddíl SK Svratka[19]
- Mičégo Svratka – oddíl malé kopané[20]
- Lyžařský oddíl SK Svratka – pořádá například pochod Jarní Svratecká pětadvacítka[21]
- Rybáři Svratka (Moravský rybářský svaz) – kromě hlavní činnosti pořádají i soutěže pro děti[22]
- Natahari Svratka – futsalový oddíl[23]

## Významné osobnosti
- Čeněk Gregor (1847–1917), architekt a primátor Prahy v letech 1893–1896
- Petr Matěj Fischer (1809–1892), starosta Smíchova, zakladatel Slavína
- Josef Věromír Pleva (1899–1985), spisovatel
- Rudolf Hanych (1906–1994), malíř-krajinář
- Bohuslav Příhoda (1914–1943), letec R.A.F.
- Tamara Stěpanovna Rybakovová - členka partyzánského oddílu Vpřed
- Antonín Odehnal (1878–1957), akademický sochař, účastník Olympijských her r. 1932 (výtvarné soutěže)[24]
- prof. Vojtěch Novotný (* 1964), tropický biolog a entomolog specializující se na oblast Papuy Nové Guiney
- Jiří Kyncl (1962–2022), český a československý reprezentant v rychlobruslení.